# 1646 Rosseland
1646 Rosseland eller 1939 BG är en asteroid i huvudbältet, som upptäcktes den 19 januari 1939 av den finske astronomen Yrjö Väisälä vid Storheikkilä observatorium. Den har fått sitt namn efter den norske astrofysikern Svein Rosseland.
Asteroiden har en diameter på ungefär 12 kilometer.